# Scholae Palatinae

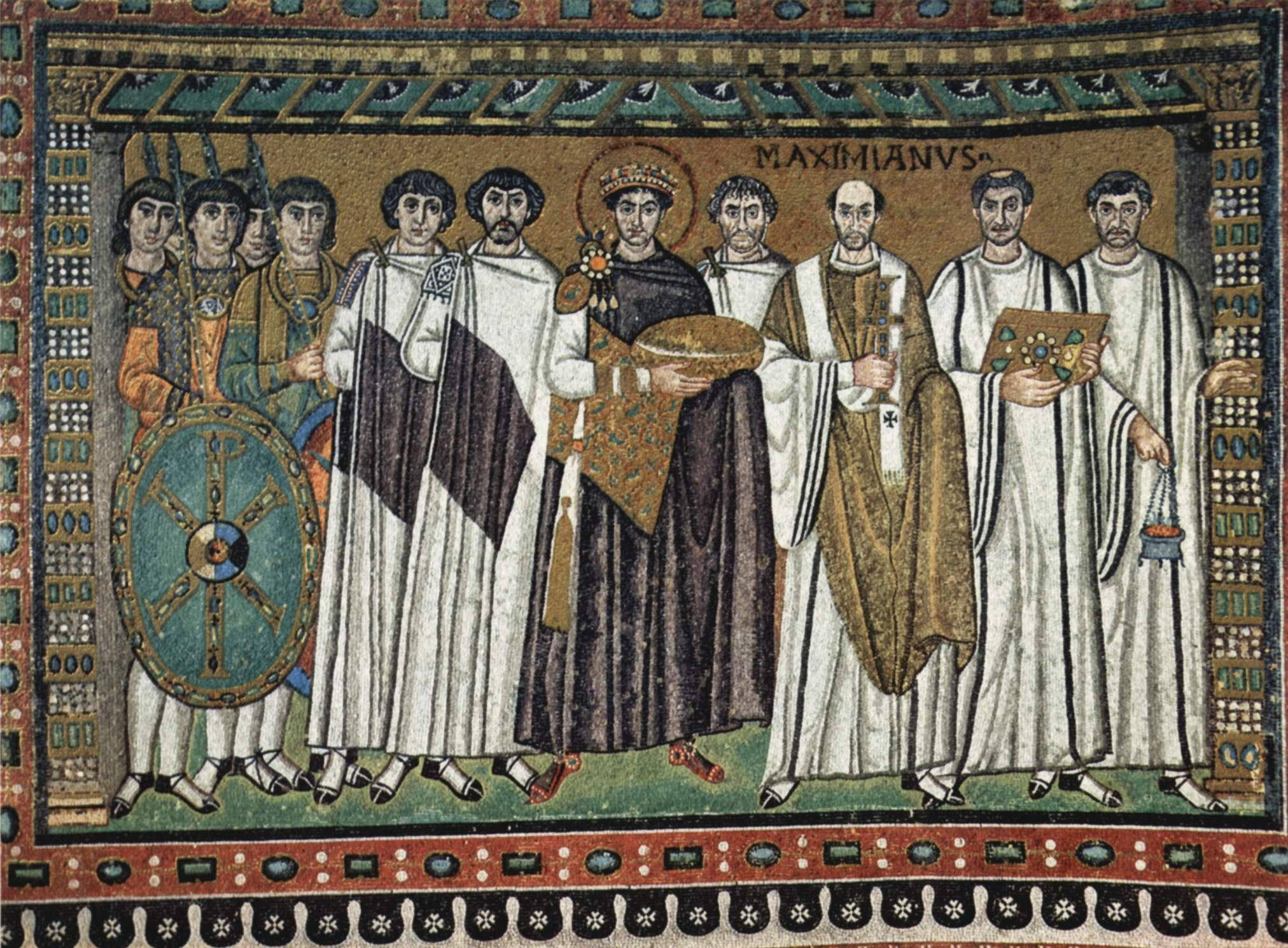
Mozaika przedstawiająca cesarza Justyniana I z jego dworem z bazyliki św. Witalisa w Rawennie. Żołnierze po lewej stronie, ze złotymi torkwesami na szyjach, to Scholae Palatinae.

Scholae Palatinae (łac. szkoły pałacowe) – oddziały bizantyjskiej gwardii pałacowej w późnej starożytności.
Dowodził nimi Magister officiorum. Dzieliły się na jednostki piesze: Skutariowie, Gentilowie, i konne: Clibanarii (kawaleria). Zostały wprowadzone po reformie Konstantyna Wielkiego zamiast pretorian, którzy często dokonywali przewrotów w państwie i obalali cesarzy. Były to jedne z najlepszych formacji późnego Cesarstwa. Wykorzystywane była zarówno na Wschodzie, jak i Zachodzie Imperium. Nazwa wywodzi się od wzgórza Palatyn.